# Paňovce
Paňovce é um município da Eslováquia, situado no distrito de Košice-okolie, na região de Košice. Tem 20,68 km² de área e sua população em 2018 foi estimada em 612 habitantes.

## Demografia
| Ano:        | 1994 | 2004   | 2014   | 2024   |
| ----------- | ---- | ------ | ------ | ------ |
| Broj ljudi: | 571  | 567    | 589    | 622    |
| Razlika:    |      | -0,70% | +3,88% | +5,60% |

| Ano:               | 2023 | 2024   |
| ------------------ | ---- | ------ |
| Número de pessoas: | 612  | 622    |
| Diferença:         |      | +1,63% |